# アンディ・トーマス
アンディ・トーマス（Andrew "Andy" Sydney Withiel Thomas、1951年12月18日 - ）は、アメリカ合衆国の航空宇宙工学者、アメリカ航空宇宙局の宇宙飛行士である。NASAの宇宙飛行プログラムに応募するため、1986年12月にアメリカ合衆国の国籍を取得した。同じくNASAの宇宙飛行士のシャノン・ウォーカーと結婚している。

## 教育
南オーストラリア州アデレード出身。セントアンドリューズ高校、セントピーターズ大学アデレード校を卒業し、1973年にアデレード大学で機械工学の学位を取得した。同じ研究テーマで1978年には博士号を取得している。
彼は、1972年版のAdelaide University Engineering Societyの年刊誌Hysteresisに登場している。若いトーマスの写真の下には次のようなキャプションが添えられている。

## 初期のキャリア
トーマスは子供の頃から宇宙に魅了されていた。父親は、彼が段ボールとプラスチックでモデルロケットを作り始めた様子を語っている。学生生活を終えると、彼はアトランタのロッキード社に就職した。

## 宇宙飛行経験
1年間の訓練を終えた1993年8月、トーマスはスペースシャトルのミッションスペシャリストの資格を得た。
1995年6月、トーマスはSTS-77のペイロードコマンダーに指名され、1996年5月にスペースシャトル・エンデバーで初飛行を行った。1985年にポール・スカリーパワーが海洋学者として宇宙に行っているものの、トーマスはオーストラリア出身者として初めて宇宙を訪れた宇宙飛行士となった。
彼はその後、スターシティのガガーリン宇宙飛行士訓練センターで長期間の訓練を積み、1998年にロシアの宇宙ステーションミールに130日間滞在した。このミッションではSTS-89で打ち上げられ、STS-91で地球に帰還した。彼の3度目の宇宙飛行はSTS-102で、彼の通算宇宙滞在時間は最終的に177日間以上に達した。4度目の飛行はコロンビア号空中分解事故後初めてのミッションとなったディスカバリーのSTS-114で、2005年7月26日14:39（UTC）に打ち上げられた。